# 트니아 밀러
트니아 밀러(T'Nia Miller, 1985년 3월 2일 ~)는 잉글랜드의 배우이다. 드라마 《이어즈&이어즈》(2019), 《블라이 저택의 유령》(2020), 《파운데이션》(2021), 《어셔가의 몰락》(2023) 등에 출연하며 알려졌다.

## 경력
밀러는 2007년 채널 4 드라마 《더블플레이트 드라마》에서 네이딘 역을 맡으며 배우로 데뷔했다. 이후 《더 빌》과 《홀비 시티》에 출연했으며, 2012년 장편 영화 《스터드 라이프》에서 JJ 역으로 첫 주연을 맡았다. 《바빌론》, 《바나나》, 《큐컴버》, 《닥터 후》, 《길트》, 《본 투 킬》와 같은 영국 텔레비전 시리즈에 게스트로 출연한 후, 밀러는 BBC 3 스릴러 드라마 《위틀리스》에서 DC 윌턴 역으로 첫 주연을 맡았고, 2016년부터 2018년까지 출연했다. 2017년 6월, 그녀는 BBC 1 연속극 《닥터스》의 한 에피소드에서 베브 로맥스 역으로 출연했다. 2019년, 밀러는 BBC 1 드라마 미니시리즈 《이어즈&이어즈》에서 셀레스트 비즈메라이언스 역으로 캐스팅되었다. 《이어즈&이어즈》는 러셀 T 데이비스가 제작했으며, 밀러는 그와 채널 4 프로그램 《바나나》와 《큐컴버》에서 함께 작업한 바 있다. 2019년, 그녀는 넷플릭스 시리즈 《프리 레인》에서 클레어 라이트 역으로 출연했다. 2020년에는 넷플릭스 시리즈 《오티스의 비밀 상담소》에서 맥신 태링턴 역으로 출연했고, 그 해 후반에는 넷플릭스 시리즈 《블라이 저택의 유령》에서 주연인 해나 그로스 역을 맡았다. 2021년, 밀러는 AMC 시리즈 《라 포르투나》에서 수전 매클레인 역으로 그리고 Apple TV+ 시리즈 《파운데이션》에서 제퍼 할리마 이파 역으로 출연했다.

## 사생활
밀러는 커밍아웃한 레즈비언이다. 길퍼드 연극 학교에서 공부했고 2004년에 졸업했다. 한 번 결혼 후 이혼했고 두 자녀를 두고 있다.
밀러는 삭발한 머리로 유명하다. 자신의 머리에 대해 그녀는. "저는 항상 머리카락 뒤에 숨어 있었어요. 길고 부드러운 머리카락이었는데, '내가 뭘 말하고 싶은 거지? 그게 뭐지?'라고 생각했죠. 일종의 깨달음의 순간이었고, '알아? 잘라버릴 거야. 처음부터 시작해서 아프로 헤어를 기를 거야.'라고 말했어요. 이발소에 앉아 머리를 자르자 제 두상과 사랑에 빠졌고... 다시는 돌아가지 않았어요. 그리고 사실, 머리 덕분에 다양한 역할을 할 수 있게 되었어요. 제가 두려워했던 것과는 완전히 반대되는 효과를 낳았죠. 제가 할 수 있는 역할이 매우 제한적일 것이라고 생각했던 것과는 다르게 정반대의 결과를 가져왔어요. 이것은 스스로의 자아를 사랑하고 숨길 필요가 없다는 진정성에서 비롯되었고, 제가 아프리카인이라는 사실을 사랑하는 마음에서 나왔습니다."

## 출연 작품
| 연도    | 제목                   | 원제                           | 배역                    | 비고                           |
| ------- | ---------------------- | ------------------------------ | ----------------------- | ------------------------------ |
| 2007    | 더블플레이트 드라마    | Dubplate Drama                 | 네이딘                  | 3회분 출연                     |
| 2007    | 더 빌                  | The Bill                       | 웨이크퍼드 부인         | "Uncut Killer" 에피소드        |
| 2007    | 트루 투 폼             | True to Form                   | DS 모건                 | 단편                           |
| 2008    | 디스어피어드           | The Disappeared                | 의사                    | 영화                           |
| 2009    | 데드사이드             | Deadside                       | 멀리카 메이슨           | 단편                           |
| 2011    | 홀비 시티              | Holby City                     | 프랜 코널리             | "PS Elliot" 에피소드           |
| 2012    | 스터드 라이프          | Stud Life                      | JJ                      | 영화                           |
| 2014    | 바빌론                 | Babylon                        | 미팅 마더               | "1.6" 에피소드                 |
| 2015    | 바나나                 | Banana                         | 케이                    | "1.6" 에피소드                 |
| 2015    | 큐컴버                 | Cucumber                       | 케이                    | 2회분 출연                     |
| 2015    | 닥터 후                | Doctor Who                     | 장군                    | "Hell Bent" 에피소드           |
| 2016-18 | 위틀리스               | Witless                        | DC 윌턴                 | 주연                           |
| 2016-18 | 마르셀라               | Marcella                       | 알레샤                  | 조연                           |
| 2016    | 길트                   | Guilt                          | 헬렌 해리스             | 3회분 출연                     |
| 2016    | 홀리오크               | Hollyoaks                      | 돕슨                    | 3회분 출연                     |
| 2017    | 파라다이스에서의 죽음  | Death in Paradise              | 주디스 도슨             | "Murder in the Polls" 에피소드 |
| 2017    | 본 투 킬               | Born to Kill                   | 리사                    | 조연                           |
| 2017    | 닥터스                 | Doctors                        | 베브 로맥스             | "Distractions" 에피소드        |
| 2018    | 무언의 목격자          | Silent Witness                 | DI 깁스                 | 2회분 출연                     |
| 2018    | 오베이                 | Obey                           | 첼시                    | 영화                           |
| 2018    | 다크 하트              | Dark Heart                     | 게일 왓킨스             | "1.1" 에피소드                 |
| 2019    | 해튼 가든              | Hatton Garden                  | 로라 매킨타이어         | 2회분 출연                     |
| 2019    | 이어즈&이어즈          | Years and Years                | 설레스트 비스메라이언스 | 주연                           |
| 2019    | 프리 레인              | Free Rein                      | 클레어 라이트           | 조연                           |
| 2019    | 나인 나이츠            | Nine Nights                    | 실비 존슨               | 영화                           |
| 2019    | 더 피드                | The Feed                       | 찰리 모리스             | 조연                           |
| 2020    | 오티스의 비밀 상담소   | Sex Education                  | 맥신 태링턴             | 2회분 출연                     |
| 2020    | 굿 생크스, 유?         | Good Thanks, You?              | 스톤 순경               | 단편                           |
| 2020    | 블라이 저택의 유령     | The Haunting of Bly Manor      | 해나 그로스             | 주연                           |
| 2021    | 라 포르투나            | La Fortuna                     | 수전 매클레인           | 주연                           |
| 2021    | 파운데이션             | Foundation                     | 제퍼 할리마 이파        | 조연                           |
| 2022    | 닥터 후: 사라진 이야기 | Doctor Who: The Lost Stories   | 아일린 메이틀랜드       | 목소리: 1회분 출연             |
| 2022    | 더 페리퍼럴            | The Peripheral                 | 셰리즈                  | 주연                           |
| 2023    | 외교관                 | The Diplomat                   | 세실리아 데니슨         | 2회분 출연                     |
| 2023    | 데이라이트 룰스        | Daylight Rules                 | 젠                      | 단편                           |
| 2023    | 어셔가의 몰락          | The Fall of the House of Usher | 빅토린 라푸르카드       | 주연                           |
| 2023    | 가고일 도일            | Gargoyle Doyle                 | 내레이터 / 드래곤       | 목소리: 단편                   |
| 2025    | 갱스 오브 런던         | Gangs of London                | 시몬 설                 | 주연                           |
| 2026    | 비전 퀘스트            | 조캐스타                       | 주연                    |                                |